# Jersey Shore Shark Attack
Pour plus de détails, voir Fiche technique et Distribution.
Jersey Shore Shark Attack est un téléfilm américain réalisé par John Shepphird, diffusé le 9 juin 2012 sur Syfy.
Il s'appuie sur la populaire émission de téléréalité américaine Bienvenue à Jersey Shore (Jersey Shore, 2009-2012) sur MTV,.

## Synopsis
Alors qu'un chantier sous-marin réveille des requins taureaux albinos, ces derniers partent à la chasse à l'homme sur une station balnéaire au New Jersey.

## Fiche technique
Sauf indication contraire, les informations mentionnées dans cette section peuvent être confirmées par la base de données cinématographiques IMDb,  présente dans la section « Liens externes ».
- Titre original et français : Jersey Shore Shark Attack
- Réalisation : John Shepphird
- Scénario : Richard Gnolfo et Michael Ciminera, d'après leur histoire partagée avec Jeffrey Schenck	et Peter Sullivan
- Musique : Andres Boulton et Marc Jovani
- Direction artistique : Christine Nelson
- Costumes : Nicole Schott
- Photographie : Theo Angell
- Montage : Randy Carter
- Production : Griff Furst, Fred Olen Ray, Kimberly A. Ray et Peter Sullivan
- Production déléguée : Barry Barnholtz et Jeffrey Schenck
- Société de production : Hybrid ; ARO Entertainment et Curmudgeon Films (coproductions)
- Société de distribution : Syfy
- Pays de production :  États-Unis
- Langue originale : anglais
- Format : couleur - 1,78:1
- Genre : comédie horrifique, action, aventure
- Durée : 87 minutes
- Dates de première diffusion :
  - États-Unis : 9 juin 2012 (Syfy)
  - France : 22 avril 2014 (DVD)
- Classification : pour public averti (-12)

## Distribution
- Jeremy Luke : TC
- Melissa Molinaro : Nooki
- Paul Sorvino : Palantine, le maire
- Jack Scalia : Moretti
- Joey Russo : Donnie
- Daniel Booko (en) : Balzac
- Alex Mauriello : J-Moni
- Audi Resendez : BJ
- Tony Sirico : le capitaine Salie
- Grant Harvey (en) : Bradford
- Dylan Vox (de) : Spencer
- William Atherton : Dolan
- Gabrielle Christian : Penelope
- Joey Fatone (en) : lui-même
- Vinny Guadagnino : Joe Conte

## Production
Le tournage a lieu à Redondo Beach et dans le quartier de Venice à Los Angeles, en Californie, ainsi qu'à Seaside Heights, au New Jersey.